# Муртазалиев, Муса Далгатович
Муса Далгатович Муртазалиев (26 мая 1988, Хасавюрт) — армянский борец вольного стиля в весовой категории до 84 кг. Серебряный призёр чемпионатов Европы в Дортмунде (2011) и Тбилиси (2013). Уроженец Цумадинского района, республики Дагестан, по национальности — аварец.

## Биография
Муса Муртазалиев родился 26 мая 1988 года в дагестанском городе Хасавюрт. Борьбой начал заниматься с раннего детства. Является воспитанником СДЮШОР им. Ш. Умаханова. Принял приглашение выступать за сборную Армении. Указом президента Армении Сержа Саргсяна от 18 января 2010 года, Муртазалиеву было присвоено гражданство Армении. В 2011 году в составе сборной Армении отправился в Дортмунд на чемпионат Европы. Поочередно переигрывая своих соперников вышел в полуфинал первенства, где его ждал грузинский спортсмен Давит Хуцишвили, которого армянский спортсмен победил с общим счетом 4:2. В финале, с общим счетом 2:0, Муртазалиев проиграл российский борцу чемпиону Европы и мира Денису Царгушу. Благодаря своему успешному выступлению, в конце календарного года, по итогам голосования спортивных журналистов Муртазалиев занял десятое место в списке лучших спортсменов Армении.
Следующий, 2012 год оказался неудачным для спортсмена. Муса Муртазалиев выступая в разных турнирах не смог добыть лицензию на поездку в Лондон на Летние Олимпийские игры 2012 года.
В начале 2013 года, в составе сборной Армении, в рамках подготовки к чемпионату Европу принял участие в Киевском международном турнире, став его победителем в новом для себя весе до 84 кг. В марте, в Тбилиси участвовал в чемпионате Европы, в финале которого Муса Муртазалиев проиграл грузинскому борцу и бронзовому призёру прошедшей Олимпиады Дато Марсагишвили

## Награды
- 2011 — чемпион Армении (Ереван)
- 2011 — серебряный призёр чемпионата Европы по борьбе (Дортмунд)
- 2011 — победитель международного турнира Яшара Догу
- 2013 — победитель международного турнира (Киев)
- 2013 — серебряный призёр чемпионата Европы по борьбе (Тбилиси)